# Philagra kuskusuana
Philagra kuskusuana är en insektsart som beskrevs av Matsumura 1942. Philagra kuskusuana ingår i släktet Philagra och familjen spottstritar. Inga underarter finns listade i Catalogue of Life.